# 門諾派
門諾派（英語：Mennonites），又譯門諾會，是屬於以弗里斯蘭的門諾·西蒙斯命名的再洗禮派教會社群的基督教團體成員。西蒙斯透過其著作闡明並正式化早期瑞士籍創始者所提出的教義；門諾教派的早期教義建立在對耶穌的使命和事工的信仰之上。儘管當時在許多天主教會與新教為主流的地區受迫害，最初的再洗禮派追隨者仍堅決擁抱其信仰信念。發表於1632年的多德雷赫特信經（Dordrecht Confession of Faith）中編纂了一套早期的門諾教派綱領，各個團體並不堅持共同的信仰或信條。
大多早期門諾派信徒沒有為信仰戰鬥，而是逃到鄰近國家；逃亡地區的統治者家族對這些信仰持寬容態度，使其得以倖存。多年來，門諾派教徒因其對和平主義的承諾而被稱為歷史悠久的和平教會之一。
在21世紀社會中，門諾教派有時被描述為具有不同種族血統的成員之宗教教派，或者既是一個族群又是一個宗教教派。門諾派教徒對這個問題存在爭議，一些人堅持認為他們只是一個宗教團體，另一些人則認為他們形成了一個獨特的族群。 歷史學家和社會學家越來越開始將門諾派教徒視為一個民族宗教群體，其他人也開始挑戰這種觀點。 也存在關於“門諾族族裔”一詞的討論；許多保守的門諾派團體，在日常生活溝通中多使用賓夕法尼亞州的德語、門諾低地德語或伯爾尼德語（Bernese German），因此符合「族群」概念的定義，而發展中國家的更自由的團體和皈依者則不然。
世界各地的會眾體現了門諾派實踐的全部範圍，從“樸素人群”（Plain people）到那些在穿著和外表上與一般人群無法區分的人。門諾派教徒遍布全球六大洲87個國家的社群。 在加拿大、剛果民主共和國、埃塞俄比亞、印度和美國有大規模的門諾派教徒群體。 在阿根廷、伯利茲、玻利維亞、巴西、墨西哥、烏拉圭、巴拉圭和哥倫比亞有門諾派殖民地。荷蘭相對較小的門諾派教會仍在門諾·西蒙斯出生的地方繼續存在。

## 簡史
門諾派的早期歷史始於中歐德語區和荷蘭語區的再洗禮派。 這些現代門諾教派的先驅是新教改革的一部分，這是對羅馬天主教會的實踐和神學的廣泛反應。其最顯著的特點是拒絕嬰兒洗禮，這種行為具有宗教和政治意義，因為幾乎每個出生在西歐的嬰兒都受洗加入了羅馬天主教會。門諾教派的其他重要神學觀點，與羅馬天主教的觀點或其他新教改革者如馬丁·路德和克爾文的觀點相反。
慈運理所領導之一些追隨者認為，要求從出生開始就成為教會成員與《新約聖經》中的例子不一致。他們相信教會應該完全脫離政府（即「原始自由教會傳統」），只有當個人願意公開承認對耶穌的信仰並願意按照其教義生活時，才應加入。1525年1月21日，在蘇黎世一個小規模會議上，康拉德·格列伯、費利克斯·曼茲和喬治·布勞洛克及其他十二人相互施洗。 這次會議標誌著再洗禮派運動的開始。本著時代精神，其他團體開始宣揚減少階級制度、與國家的關係、末世論和性規範，從完全放縱到極端貞潔。這些運動被統稱為“徹底的宗教改革”。
許多政府和宗教領袖，包括新教徒和羅馬天主教徒，都認為開放自願加入教會是危險的—一些人的擔憂因由再洗禮派暴力教派領導的明斯特公社的相關訊息而加深；他們聯手打擊有關運動，使用的手段有放逐、酷刑折磨、火刑、淹死或斬首。
儘管各國家教會採取強力鎮壓措施，但該運動在西歐，主要是沿著萊茵河緩慢擴散。官員們殺害了許多最早的再洗禮派領袖，試圖清除歐洲的新教派。 到1530年，大多創始領袖都因拒絕放棄其信仰而遇害。（其中）許多人相信上帝不會以任何理由寬恕殺戮或使用武力，因此不願意為自己的生命而戰鬥。不抵抗的分支通常透過在斯特拉斯堡等中立城市或國家尋求庇護而倖存，但仍處於不安全的狀態，因為政治風向的轉變，或外來勢力的入侵，可能意味再度遭到迫害。其他的再洗禮派團體，如巴騰伯格（Batenburgers），最終被他們的戰鬥意願所摧毀。這在再洗禮派神學的演變中起了很大的作用。他們相信耶穌教導說任何使用武力報復任何人都是錯誤的，並教導要寬恕。
在再洗禮派運動的早期，低地國家的天主教神父門諾·西蒙斯在聽聞此運動後，開始重新思考其天主教信仰。他質疑變質論，但不願離開羅馬天主教會。他的兄弟，一個再洗禮派團體的成員，在他和同伴遭襲並拒絕為自己辯護時被殺。 1536年，西蒙斯離開羅馬天主教會。他很快成為再洗禮派運動的領袖，並在餘生中被有關當局通緝。他的名字與他幫助組織和鞏固的分散的非暴力重洗派團體聯繫在一起。

### 分裂和變異
在16世紀，門諾派和其他再洗禮派受到無情迫害。這段迫害對門諾派的身份產生了重大影響。 1660年出版的《烈士鏡報》（英語： 或 ）記錄了對再洗禮派教徒及其前輩的大部分迫害，包括對4,000多人的火刑、無數的石刑、監禁和活埋的記載。 今天，對許多門諾派教徒和阿米什人來說，這本書仍是除聖經外最重要的一本書，特別是對於門諾派的瑞士-南德分支而言。直到1710年，瑞士各地的迫害仍在繼續。
1693年，雅各·阿曼領導了一個改革瑞士和德國南部的門諾派教會的運動，以引入迴避（Shunning）、更頻繁地舉行聖餐禮和其他變異。 當討論失敗時，阿曼和他的追隨者與其他門諾會眾分道揚鑣。阿曼的追隨者被稱為阿米什門諾派教徒或阿米什人。在往後幾年裡，阿米什人之間的其他分裂，導致產生舊秩序阿米什人、新秩序阿米什人（New Order Amish）、考夫曼阿米什門諾派（Kauffman Amish Mennonite）、Swartzentruber阿米什派（Swartzentruber Amish）、保守派門諾派聯盟（Conservative Mennonite Conference）和聖經門諾派聯盟（Biblical Mennonite Alliance）等團體。例如，接近20世紀初，阿米什教會的一些成員希望開始開設主日學，並參與漸進式新教式的輔助教會佈道。無法說服其餘的阿米什人，他們分開並組成了許多獨立的團體，包括保守派門諾派聯盟。由於距離和在某些情況下語言的實際考慮，加拿大和其他國家的門諾教派通常具有獨立的教派。很多時候，這些分裂是沿著家族進行的，每個大家族都支持自己的分支。

## 各地的門諾派

### 俄羅斯
今天的“俄羅斯門諾派”是荷蘭再洗禮派的後裔；他們來自荷蘭，大約在1530年左右開始在但澤和西普魯士定居，在那裡生活了約250年。在那段時間裡，他們與來自不同地區的德國門諾派教徒混合在一起。自1791年開始，他們在俄羅斯帝國西南部（今烏克蘭）建立殖民地，並於1854年開始在伏爾加河地區和奧倫堡省（今俄羅斯）建立殖民地。他們的民族語言是門諾低地德語，一種東低地德語群的日耳曼方言，並帶有一些荷蘭語特徵。今天，許多傳統的俄羅斯門諾派教徒在教堂和閱讀和寫作中使用標準德語。
在20世紀初，俄羅斯的門諾派教徒擁有大型農業地產，其中一些人在城市中成為成功的工業家，僱用大量勞動者。1917年俄國革命和俄國內戰（1917年-1921年）後，所有這些農場（其所有者被稱為富農）和企業都被當地農民或蘇聯政府徵用。除了徵用外，門諾派在內戰期間還受到工人、布爾什維克，尤其是內斯托爾·馬赫諾的無政府共產主義者的嚴重迫害，他們認為門諾派是上層階級的特權外國人，並以他們為目標。在徵用期間，數百名門諾派男子、婦女和兒童在這些襲擊中喪生。 烏蘇戰爭及蘇聯布爾什維克接管烏克蘭後，許多公開信奉宗教的人被蘇聯政府監禁。這導致了許多門諾派信徒移民到美洲（美國、加拿大和巴拉圭）。

### 北美
17世紀，迫害和謀生迫使門諾派教徒從荷蘭向東遷至德國。隨著貴格會福音傳道者進入德國，他們在克雷費爾德、阿爾托納（漢堡）、格羅瑙和埃姆登周圍的較大的德國門諾教派會眾中受到了同情。 正是在這群貴格會教徒和門諾教徒中，威廉·佩恩為他的新殖民地徵集定居者，他們生活在持續的歧視之下。門諾教派在美洲殖民地的第一個永久定居點由一個門諾派家族和十二個來自德國的門諾派貴格會家族組成，他們於1683年從德國克雷菲爾德抵達並定居在賓夕法尼亞州的日耳曼敦。 這些早期的定居者中有威廉·里頓豪斯（William Rittenhouse），他是一位外行事工（lay minister），也是美國最早的造紙廠之一的所有者。Jacob Gottschalk是這個日耳曼城會眾的首任主教。這個早期門諾派和門諾派貴格會發布了首次針對美國奴隸制的正式抗議；這篇論文是寫給持有奴隸的貴格會教徒，試圖說服他們改變生活方式。
18世紀早期，100,000名普法爾茨居民遷徙到賓夕法尼亞州定居，在那裡他們被統稱為賓夕法尼亞荷蘭人（Pennsylvania Dutch）。普法爾茨地區在宗教戰爭中屢次被法國人佔領，英國女王安妮曾邀請德裔民眾前往英國殖民地。在這些移民中，大約2,500人是門諾派教徒，500人是阿米什人。
門諾教派反對美國獨立戰爭，但許多其他德裔移民都參與了這場戰爭；他們也抵制公共教育，並反對宗教（基督教）復興主義（religious revivalism）。這一時期門諾派教徒的貢獻包括政教分離和反對奴隸制的思想。

#### 替代役
在第二次世界大戰期間，門諾派依良心拒服兵役者可以選擇服非戰鬥兵役，在軍事控制下的醫療隊服役，或在平民監督下在從事於公園和道路建設事業。超過95%的人選擇了後者並被安置在替代服務營地。 最初，這些人從事道路建設、林業和消防項目。 1943年5月以後，隨著美國國內勞動力日漸短缺，這些人之中的男性轉而投入農業、教育和工業。 10,700名加拿大拒絕兵役者主要是門諾派 (63%) 和杜克霍博爾（英語：Doukhobors，俄羅斯裔民間基督教派族群） (20%)。
在美國，平民公共服務 (Civilian Public Service，縮寫作CPS) 在二戰期間提供了一種替代兵役的服務。從1941年到1947年，有4,665名門諾派教徒、阿米什人和基督弟兄會（Brethren in Christ Church）依良心拒服兵役者，在美國和波多黎各等地CPS營地中從事具有國家重要性的工作。應徵者在水土保持、林業、消防、農業、社會服務和心理健康等領域工作。

### 台灣
「基督教門諾會」，全名台灣基督教門諾會聯會，為臺灣的基督教會中的一個小宗派。重視社會關顧行動。管理基督教門諾會醫院、關顧智能有問題者的黎明教養、還有孤兒院，並關懷盲人孤兒。現今的台灣兒童暨家庭扶助基金會所提供的兒童福利照顧，最初即是在一九五〇年夏天，由門諾會宣教士高甘霖（Rev.Glen D.Graber）接受基督教兒童福利基金會（Christian Children's Fund，簡稱CCF）委託，在台展開的。
1947年，前台灣神學院院長孫雅各宣教士到上海邀請門諾會中央委員會（前稱門諾會互助促進社，簡稱MCC，總會位於美國賓夕法尼亞州艾克隆）派醫療隊來台灣服務東部的原住民，MCC遂於隔年差派數位醫生、護士和志願工作人員組成的門諾會山地巡迴醫療團，來台與孫理蓮等人共同展開山地醫療和救濟台灣原住民的工作。1952年，高甘霖擔任MCC台灣區的負責人，除了持續東部山地醫療的工作，也在西部山區開辦第二支巡迴醫療團，成員包含呂春長牧師及謝緯醫師等人。及至薄柔纜醫師來台，乃於1955年正式在花蓮設立基督教門諾醫院，進一步從事醫療傳道工作。
由於醫療傳道工作的進展，MCC乃請門諾會海外宣道會（Commission on Overseas Mission，簡稱COM，總會位於美國堪薩斯州牛頓）考慮在台灣繼續擴展宣教事工。經COM派員來台考察研究後，肯定在台開設新宣教區的需要，遂於1955年差派第一位宣教師宋大衛牧師來台從事宣道事工；當年，第一間門諾教會「台中林森路教會」成立。以後，門諾教會陸續在台中、台北和花蓮設立，至2014年共22間。

#### 教務概況
台灣基督教門諾會聯會現有教會22間，分別是台北10間、台中9間、花蓮3間。教會活動的成人會員約一千餘人。門諾會教會自一九五五年在台灣設立，美國總會海外宣道會一直差派有宣教師在台灣協助教會，醫護人員在花蓮基督教門諾會醫院總人數最多時曾達三十人，目前已完全撤離台灣。經濟方面，初期曾受到北美總會、信徒多方支援；一九八六年至九〇年，因台灣經濟發展舉世共睹，總會又有其他更貧窮國家待協助，宣佈這五年內逐年減少補助五分之一，至一九九一年全部停止。經濟財務的關係雖終止，但早期來台設教會諸位宣教師愛主愛台灣人的精神仍將留在此地，並鼓舞許多人來接近教會。

#### 社會福利措施
花蓮基督教門諾會醫院：自1955年在花蓮市美崙設立，至今已近65年，「以基督的愛心，關心醫治東台灣的同胞」。胼手胝足，且非以營利為目的，門諾醫院的財務並非富裕，且建物設備多老舊，近年透過媒體呼籲，蒙社會大眾多所捐助，硬體方面已煥然一新。
花蓮黎明教養院：設立於1980年花蓮美崙教會，本中心收中重度智能不足者，施予特殊教育。
花蓮善牧中心：在花蓮原住民社區舉辦各類社團活動，幫助原住民獲得謀生技能，特別保護少女，使不致淪落人口販子之手。成立中途之家收容救援歸來的原住民少女，使恢復正常生活。
花蓮黎明喜樂園：2019年於壽豐鄉共和村三農場動土，2023年3月17日竣工；第一期分成大肯一村、二村，共可幫助七十二個肯納家庭，包含住宿照顧五十八床、日間服務十四床，另提供醫療支持、教學活動、正向行為支持、輔助療癒等設施；後續還將興建黎明職業發展中心，設置庇護工廠及商品販售、餐廳、烘焙等支持性就業服務。

## 在大眾文化中

### 電影
- 寂靜之光（2007年）

### 電視作品
- 俄羅斯門諾教派後裔馬特·格朗寧在電視連續劇《富家窮路》及成人動畫情景喜劇《辛普森家庭》中，對門諾教派的描繪。[37]